# Haute-Yutz
Haute-Yutz est un quartier de la commune française de Yutz, dans le département de la Moselle et la région Grand Est. De 1790 à 1810, puis de 1875 à 1970, Haute-Yutz était une commune indépendante.
Ses habitants sont appelés Ower-Jäizer en francique et étaient au nombre de 5 288 en 1968.

## Géographie
Situé dans le pays thionvillois et sur la rive droite de la rivière de la Moselle.

## Toponymie
Anciennes mentions : Oberieutz (1606) ; Itz (1686) ; Yeutz, Yeut-Haute (XVIIIe siècle) ; Yutz la Haute (1793) ; Intz (Haute) (1801),.
En allemand : Ober-Geits et Ober Jeutz. En francique lorrain : Ower-Jäiz et Uewer-Jäiz.

## Histoire
Ancienne dépendance du château de Meilbourg, devenu Malberg ou judicium. Sous l'ancien régime, Haute-Yutz constituait le village central de cette seigneurie ; jusqu'à la révolution française, la totalité de son ban en dépendait.
Concernant le spirituel, Haute-Yutz était sous l'ancien régime une annexe de la cure de Basse-Yutz. Ce n'est qu'en 1881 que Haute-Yutz est érigée en paroisse, devenant alors succursale de la cure de Thionville. Il existait dans l'ancien village détruit en 1815, une église dédiée à saint Cyriaque, qui datait de l'époque de Charlemagne et qui était construite avec des matériaux de l'époque gallo-romaine. Il y existait également une chapelle à proximité de l'église Sainte-Ursule, qui était sous le patronage de Notre dame de l'assomption et qui fut détruite en 1792 par l'armée des émigrés. Le lieu-dit où elle se trouvait portait encore le nom de « bei der kapell » en 1986.
Pendant le siège de 1792, ce village fut sans cesse pris par les émigrés et repris par les défenseurs de la place : on se fusillait alors de maison en maison.
La commune de Haute-Yutz est rattachée une première fois à celle de Basse-Yutz de 1810 à 1875. Puis le 1er janvier 1971, Haute-Yutz est de nouveau rattachée à Basse-Yutz, qui est alors renommée « Yutz ».
Au cours du mois de mars 1960, des travaux de canalisation de la Moselle mirent au jour sur le territoire de la commune de Haute-Yutz, des fours et de la céramique romaine.
La population passe de 829 habitants en 1926 à 5288 en 1968, cette sérieuse augmentation durant cette période, est due à la construction sur le territoire communal de plusieurs bâtiments immobiliers, dont des HLM.

### La disparition du village en 1815
Il faut savoir premièrement que lors des travaux d'extension de la fortification de Thionville en 1727, sur la rive droite de la Moselle, ce village se trouvait à moins de 500 m des glacis. Il était alors compris dans le diamètre de la forteresse. Dans ce diamètre, toute nouvelle construction devenait désormais interdite. Les habitants des deux Yutz avaient été expropriés de grandes surfaces de terrain et aucun ne fut dédommagé de son vivant.
Plus tard, en 1815, ce village fut démoli et rasé par ordre du commandant de la place de Thionville dénommé Léopold Hugo. Il fut reconstruit sur la partie de son territoire en dehors du rayon de défense de la tête du pont. D'après Viville, c'est sous prétexte d’éclairer les dehors de la place, que le
général qui commandait à Thionville pour l'usurpateur, fit mettre le feu au village, dans la nuit du 25 au 26 juin 1815. En un instant les habitants se trouvèrent sans ressources et sans asile ; mais avec les secours en argent et les bois que le Roi leur fit délivrer, ils rebâtirent, en 1817, leurs maisons sur un autre emplacement.
Une autre hypothèse voudrait que ce village ait été brûlé par vengeance, étant donné que la bataille de Waterloo a eu lieu le 18 juin et que Napoléon a abdiqué le 22 du même mois. Cette destruction de dernière minute n'aura donc servi à aucun avantage stratégique. De plus, entre 1814 et 1815, il n'y eut aucune attaque sérieuse contre le Fort.
À la chute de l'empire en 1814, le général Hugo voulait acquérir le château de Haute-Yutz comme résidence secondaire. Mais M. Schweitzer, son propriétaire, ne voulait pas le lui céder. Nul ne sait ce qu'il s'est passé au château en cette fin d'avril 1814, cependant, à son retour à Thionville en 1815, le général aurait fait bruler le village par vengeance.
Les habitants de Haute-Yutz, qui haïssaient déjà celui qu'ils appelaient « de Fransous » (le Français), à cause des nombreuses réquisitions et de la manière d'opérer lors de celles-ci, croyaient en cette hypothèse de la vengeance. Lorsque dans la nuit du 27 juin, des coups de fusil sont tirés des ruines de Haute-Yutz sur les sentinelles du fort, ceux-ci provenaient de quelques habitants du village revenus sur les lieux, voulant montrer leur désappointement. Cent ans plus tard, les Yussois diront encore à un enfant qui saccage tout : « de bascht e richtegen Hugo ». Le nom de ce général était rentré dans la langue locale pour désigner un vandale.
Après cet évènement, certains habitants trouvèrent refuge à Illange et Basse-Yutz, mais la grande majorité d'entre eux restait sans abri. Ils ne voulaient pas s'éloigner des terrains du village qui étaient leur propriété, ils eurent le droit d'en disposer à condition de ne plus y reconstruire leurs maisons.
Il fut envisagé de reconstruire les habitations dans les prés de Kameren, lieu dans lequel on avait installé des baraquements provisoires. Mais finalement, l'autorisation de reconstruire le village à cet endroit fut refusé par la préfecture. Car il se trouvait partiellement dans le périmètre de la forteresse et dans la ligne de tir vers la route menant à Metz.
N'étant pas autorisé à s'installer dans un rayon de 500 toises, le territoire de Haute-Yutz n'offrait plus aucun endroit pour la construction d'un nouveau village. Les habitants demandèrent alors à la municipalité de Basse-Yutz qu'on leur donne un emplacement. Le 15 juillet 1816, le conseil municipal de Basse-Yutz concéda aux habitants de Haute-Yutz diverses portions de terres au lieu-dit appelé Kolewooss. Celui-ci faisait jusqu'alors partie du territoire de Basse-Yutz. Par ailleurs, les sinistrés ne furent que partiellement dédommagés et concernant M. Schweitzer, il fit reconstruire son château avec ses dépendances à un autre endroit.

## Administration
Lors de la recréation de la commune, le premier conseil municipal, élu en règle le 17 novembre 1875, fut installé le 12 décembre de la même année.
| Période                                  | Période           | Identité             | Étiquette | Qualité |
| ---------------------------------------- | ----------------- | -------------------- | --------- | ------- |
| 1793                                     | 1794              | François Hoffman     |           |         |
| 1794 (an III)                            | nov. 1795 (an IV) | Pierre Galloit       |           |         |
| 1797 (an V)                              | 1798 (an VI)      | Jean Mathis          |           |         |
| 1799 (an VII)                            | 1800 (an VIII)    | Didier Hoffman       |           |         |
| 1800 (an VIII)                           | 1808              | Théodore Kremer      |           |         |
| 1808                                     | 1810              | François Hoffman     |           |         |
| 1810                                     | 1875              | Commune supprimée    |           |         |
| 1876                                     | 1892              | Joseph Nels          |           |         |
| 1892                                     | 1902              | Hubert Baué          |           |         |
| 1902                                     | 1918              | Ignace Kreutzer      |           |         |
| 1918                                     | 1922              | Jean-Pierre Liber    |           |         |
| 1922                                     | 1929              | Jean-Mathias Hoffman |           |         |
| 1929                                     | 1935              | Jean Franck          |           |         |
| 1935                                     | 1940              | Joseph Baué          |           |         |
| 1940                                     | 1944              | Liebel               |           |         |
| 1945                                     | 1951              | François Hergat      |           |         |
| 1951                                     | 1952              | Edmond Becker        |           |         |
| 1952                                     | 1960              | Joseph Baué          |           |         |
| 1960                                     | 1970              | Raymond Husson       |           |         |
| Les données manquantes sont à compléter. |                   |                      |           |         |

## Démographie
| 1793 | 1800 | 1806 | 1876 | 1881 | 1886 | 1891 | 1896 | 1901 |
| ---- | ---- | ---- | ---- | ---- | ---- | ---- | ---- | ---- |
| 329  | 579  | 354  | 389  | 362  | 369  | 400  | 461  | 539  |

| 1906 | 1911 | 1921 | 1926 | 1931  | 1936  | 1946  | 1954  | 1962  |
| ---- | ---- | ---- | ---- | ----- | ----- | ----- | ----- | ----- |
| 735  | 850  | 846  | 829  | 1 065 | 1 213 | 1 253 | 1 615 | 2 604 |

| 1968  | - | - | - | - | - | - | - | - |
| ----- | - | - | - | - | - | - | - | - |
| 5 288 | - | - | - | - | - | - | - | - |

## Culture locale et patrimoine

### Langue
Le platt de Haute-Yutz ou « Owerjäizer platt », est très proche de celui qui est parlé à Inglange. La caractéristique principale de ce dialecte local est qu'il présente un nombre très réduit de diphtongues, soit deux seulement : [au] et [ai].
D'autre part, il n'existe pas de différence notable entre le dialecte de Haute-Yutz et celui de Basse-Yutz ou encore celui de Macquenom, si ce n'est que le dialecte de Basse-Yutz connaît plus d'emprunts à l'allemand standard que les deux autres. Ceci vient du fait que beaucoup d'allemands s'installèrent à Basse-Yutz à partir de 1870. Même dans le dialecte de Haute-Yutz, il y a un certain nombre d'emprunts à la langue allemande n'existant pas dans d'autres villages.
Quelques mots du parler de Haute-Yutz sont par exemple : de moorjen (le matin), de paschtor (le curé), de päipampel (le papillon), d'eerbet (la fraise), et koren (goûter).

### Sobriquet
Le principal sobriquet qui est attribué aux habitants de Haute-Yutz, par les habitants des villages environnants, est celui de Dëppegiisser. Certains villageois le traduisent par « étameurs », « fondeurs en zinc » et disent qu'a Haute-Yutz habitaient jadis quelques familles d'étameurs ambulants qui, à certaines périodes, quittaient le village pour aller travailler dans les environs. Une autre hypothèse traduit Dëppegiisser par « potiers », en référence à l'époque ou Yutz était une localité de potiers.

### Lieux et monuments
- Plusieurs croix, dont deux de type bildstock : un face à l'ancienne Mairie et un autre rue Pasteur, encastré dans un mur[10]
- Monument aux Morts[11]

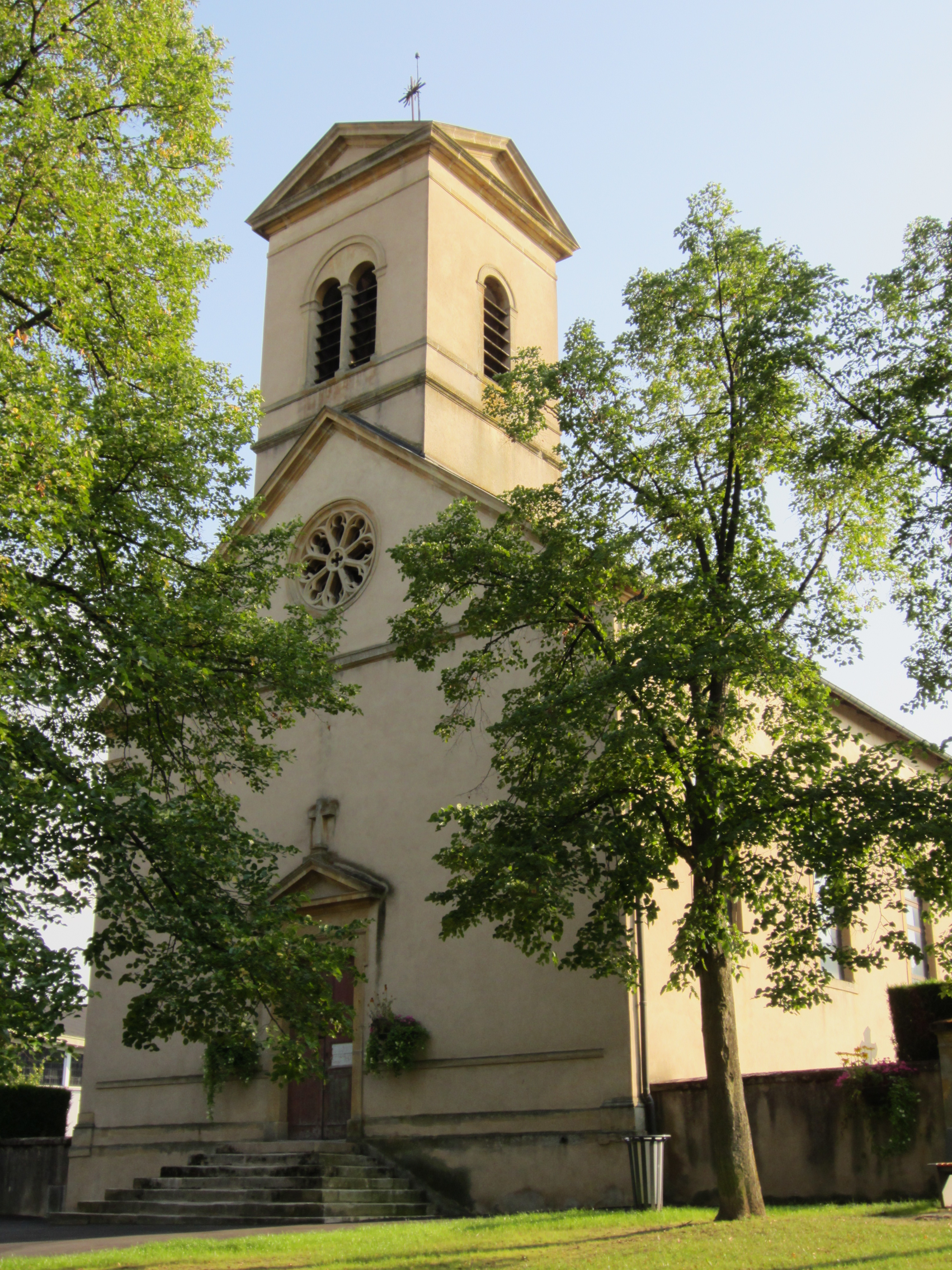
Église paroissiale Sainte-Ursule (1846).
Église paroissiale Saint-Joseph (1963-1965).

### Personnalités liées
- Rolland Ehrhardt (1941-2007), ancien footballeur professionnel français de 1956 à 1975, né à Haute-Yutz le 22 février 1941.

### Héraldique
| Blason de Haute-Yutz | Blason  | Fascé d'azur et d'or, à l'épée haute d'argent, garnie d'or, brochante. |
| Blason de Haute-Yutz | Détails | Il s'agit des armes des Meilbourg, anciens seigneurs de Haute-Yutz, auxquelles on a ajouté le glaive de la justice, rappelant le nom latin de la localité. Blason attribué en 1948. |